# Cuscomys
Cuscomys (Emmons, 1999) è un genere di roditori della famiglia degli Abrocomidi.

## Descrizione

### Dimensioni
Al genere Cuscomys appartengono roditori di grandi dimensioni, con lunghezza della testa e del corpo di circa 346 mm, la lunghezza della coda di circa 263 mm e un peso fino a 910 g.

### Caratteristiche craniche e dentarie
Il cranio è grande e robusto, con un profilo dorsale piatto e un rostro largo. Le ossa nasali sono larghe e leggermente rigonfie all'estremità. Gli incisivi superiori sono grandi, robusti e proodonti, ovvero con le punte rivolte in avanti. Le linee alveolari sono divergenti posteriormente.
Sono caratterizzati dalla seguente formula dentaria:

### Aspetto
Il corpo è robusto, adattato ad una vita arboricola, con una pelliccia densa e lunga, una testa larga con una vistosa banda longitudinale bianca che attraversa il muso dalla testa fino alla bocca. Le zampe sono larghe, quelle anteriori hanno quattro dita, i piedi cinque. La coda è poco meno più corta del corpo ed è uniformemente scura con l'estremità bianca. Le femmine hanno probabilmente un solo paio di mammelle.

## Distribuzione
Il genere è endemico del Perù.

## Tassonomia
Il genere comprende 2 specie.
- Cuscomys ashaninka
- Cuscomys oblativus

Quest'ultima è nota soltanto da resti rinvenuti a Macchu Picchu all'interno di tombe Inca. Recentemente è stato fotografato in questa zona un esemplare di questo genere dalle caratteristiche morfologiche leggermente differenti dall'unica forma conosciuta e quindi probabilmente appartenente a C.oblativus